# Demetriusz Piękny
Demetriusz Piękny (ur. ok. 285 p.n.e., zm. po 250 p.n.e.) – król Cyreny z dynastii Antygonidów.

## Rodzina
Demetriusz był najmłodszym synem Demetriusza I Poliorketesa, pochodzącym ze związku z Ptolemais, najmłodszą córką Ptolemeusza I Sotera i zarazem jedynym dzieckiem swojej matki. Demetriusz poślubił Ptolemais jako swoją piątą żonę około 287 p.n.e. w Milecie. Z poprzednich małżeństw ojca, Demetriusz miał wiele przyrodniego rodzeństwa, między innymi króla Macedonii Antygona II Gonatasa oraz późniejszą królową Syrii, Stratonike I.
Przodkami Demetriusza ze strony matki był król Egiptu, Ptolemeusz I i jego druga żona Eurydyka, córka Antypatra. Jego wujami byli król Egiptu, Ptolemeusz II Filadelfos i król Macedonii, Ptolemeusz Keraunos. Jednym z jego kuzynów był faraon Ptolemeusz III Euergetes. Jego przodkami ze strony ojca byli król Macedonii, Antygon I Jednooki i jego żona Stratonike.

## Cyrenajka
Niezbyt wiele wiadomo o nim do roku 249 p.n.e., kiedy zmarł król Cyrenajki, Magas. Wdowa po nim, wpływowa królowa Cyrenajki, Apame II, będąca jednocześnie siostrzenicą Demetriusza, jako córka jego siostry Stratonike I i Antiocha I Teosa, króla Syrii.
Apame wezwała Demetriusza do Cyreny oferując mu rękę swojej jedynej córki Bereniki II, z zapewnieniem przekazania mu władzy nad Cyrenajką. Demetriusz zgodził się na propozycję siostrzenicy i poślubił Berenikę, stając się jednocześnie królem. Jednym z warunków objęcia władzy była kontynuacja antyegipskiej polityki Magasa i Apame oraz wypowiedzenie wojny Egiptowi.
Wkrótce po poślubieniu Bereniki, Demetriusz i Apame zostali kochankami. Wokół Bereniki zgromadziła się proegipska frakcja dworu i wskutek przewrotu pałacowego obalono Demetriusza i niemal natychmiast zabito go w obecności Apame.

## Małżeństwa i dzieci
Pierwszą żoną Demetriusza była Olimpias, pochodząca ze szlachetnego rodu z Larrysy, córka Polykretesa. Olimpias prawdopodobnie zmarła przed 249 p.n.e., osierocając dwóch synów – Antygona, późniejszego króla Macedonii oraz Ekerkratesa.
W 249 p.n.e. Demetriusz poślubił swoją pra-siostrzenicę, księżniczkę cyrenaejską Berenikę II z którą nie miał dzieci.

## Przydomek
Przydomek Piękny nadano mu ponieważ był podobno bardzo atrakcyjnym mężczyzną, o czym wspominają liczni starożytni autorzy.